# جوي كاتس
جوي كاتس (بالإنجليزية: Joy Katz)‏ هي كاتِبة وشاعرة أمريكية، ولدت في 1963.